# 新墨西哥州學院和大學列表
以下是新墨西哥州目前运营的公立和私立高等教育机构列表。

## 州立大學
- 東新墨西哥大學（Eastern New Mexico University）
- 新墨西哥大學 （University of New Mexico）
- 新墨西哥高地大學（New Mexico Highland University）
- 新墨西哥礦業及科技學院 (New Mexico Institute of Mining and Technology)
- 新墨西哥州立大學 （New Mexico State University）
- 西新墨西哥大學（Western New Mexico University）

## 私立大學
- 聖菲學院（College of Santa Fe）
- 西南學院（College of the Southwest）
- 聖約翰學院 (安納波利斯/聖達菲) (St. John's College (Annapolis/Santa Fe))
- 聖璜學院（San Juan College）